# Pavel Knorr
Pavel Knorr (en russe : Павел КНОРР) est un acteur du cinéma muet russe.

## Filmographie

### Cinéma
- 1912 : 1812  de Vassili Gontcharov : Napoleon
- 1913 : Terrible Vengeance
- 1913 : Les Chagrins de Sarah (Gore Sarry) d'Aleksandr Arkatov
- 1913 : Votsareniye doma Romanovykh : Susanin - indoor scenes
- 1914 : Volga i Sibir
- 1915 : Potop
- 1915 : Schaste vechnoy nochi : Arzt

### Courts-métrages
- 1911 : En place marchande (Na boykom meste) de Piotr Tchardynine
- 1912 : La Demoiselle-paysanne (Baryshnya-krestyanka) d'Olga Preobrajenskaïa
- 1913 : La Nuit de Noël (Notch pered Rojdtesvom) de Ladislas Starewitch
- 1913 : Les chagrins de Sarah